# Miss Atlântico Internacional 2015
Miss Atlântico Internacional 2015 foi a 21ª. edição do tradicional concurso de beleza feminino internacional de Miss Atlântico que se realizou no hotel Enjoy Conrad na cidade paradisíaca de Punta del Este, litoral do Uruguai. Anualmente mais de dez países mandam suas representantes nacionais da beleza, e este ano contou a participação de 12 concorrentes. O evento foi televisionado pela Teledoce  e foi apresentado pela jornalista uruguaia Andrea Vila. A espanhola Mireia Lalaguna, atual detentora do título, coroou sua sucessora no final da competição.

## Resultados

### Colocação
| Posição   | País e Candidata          |
| Vencedora | - Panamá - Reyna Prescott |
| 2º. Lugar | - Espanha - Paula Gual    |
| 3º. Lugar | - Brasil - Waleska Eurich |

### Prêmios Especiais
- Foram distribuídos os seguintes prêmios especiais este ano:[3]

| Prêmio              | País e Candidata                |
| Miss Internet       | - México - Catherine Fuente     |
| Miss Simpatia       | - Paraguai - Ana Villagra       |
| Miss Fotogenia      | - Argentina - Katherine Pezzali |
| Melhor Fantasia     | - México - Catherine Fuente     |
| Melhor Traje Típico | - Paraguai - Ana Villagra       |
| Miss Meio Ambiente  | - Brasil - Waleska Eurich       |

## Jurados
Avaliaram as candidatas em biquini e entrevista:

### Final
| 1. Agó Páez Vilaró, representante da Fundação Códigos; 2. Sergio del Pino, representante da Granja San Francisco; 3. Andrea Mera, representante da MasterCard Black Debit Card; 4. Victoria Rodríguez, representante da Teledoce; 5. Daniel Rainuso, representante da Sagrin S.A.; 6. Laetitia Princesa d’Arenberg, madrinha do concurso; | 1. Francisco Calvete, representante da Freixenet Uruguai; 2. Silvina Luna, representante do Enjoy Conrad Punta del Este; 3. Lourdes Rapalini, representante do Bethel Spa; 4. Gustavo Prato Sequeira, representante do Mundo Pirotécnico; e 5. Marta Guarino, relações diplomáticas da Magazine International. |

### Traje Típico & Fantasia
| 1. Pablo Cardoso, estilista; 2. Luis D'Amore, alfaiate; 3. Dra. Beatriz Manaro, cirurgiã-plástica; 4. Roberto Fajardo, representante da Striff Jeans; 5. Rosario Rodríguez, representante da Revista Pasarela a la Moda; 6. Nelson Mancebo, diretor artístico e presidente do júri; | 1. Gabriela Nunes, representante da Sagrin S.A.; 2. Carlos Sastre, representante do Macro Mercado; 3. Carmen Manrique, dona da Carmen Manrique Acessórios; 4. Mario Lorenzo, coreógrafo; e 5. Luis Millán, designer. |

## Candidatas
Candidatas que disputaram no concurso este ano:
| País      | Candidata         | I  | A    | Cidade Natal        | R      |
| Argentina | Katherine Pezzali | 20 | 1.70 | Santiago del Estero | [ 6 ]  |
| Bolívia   | Vania Rivas       | 21 | 1.74 | Cochabamba          | [ 7 ]  |
| Brasil    | Waleska Eurich    | 25 | 1.78 | Palmeira            | [ 8 ]  |
| Chile     | Tania Pérez       | 26 | 1.70 | Río Claro           | [ 9 ]  |
| Equador   | María Gutiérrez   | 24 | 1.76 | Guayaquil           | [ 10 ] |
| Espanha   | Paula Gual        | 27 | 1.80 | Palma de Maiorca    | [ 11 ] |
| Guatemala | Jerly Divas       | 20 | 1.70 | Cidade da Guatemala | [ 12 ] |
| México    | Catherine Fuente  | 16 | 1.70 | Tabasco             | [ 13 ] |
| Panamá    | Reyna Prescott    | 22 | 1.78 | Colón               | [ 14 ] |
| Paraguai  | Ana Villagra      | 20 | 1.78 | San Pedro           | [ 15 ] |
| Uruguai   | Viviana Pérez     | 20 | 1.66 | Río Branco          | [ 16 ] |
| Venezuela | Verónika Pesić    | 22 | 1.75 | Aragua              | [ 17 ] |

## Histórico
| - Bolívia - Competiu pela última vez na edição de 2013. - Guatemala - Competiu pela última vez na edição de 2011. - México - Competiu pela última vez na edição de 2011. - Nicarágua | - África do Sul - Ané Reynolds - Colômbia - Laura Prada - Peru - Nicolle Olguín - República Dominicana - Losvelys Phipps |